# Little Germany (Bradford)

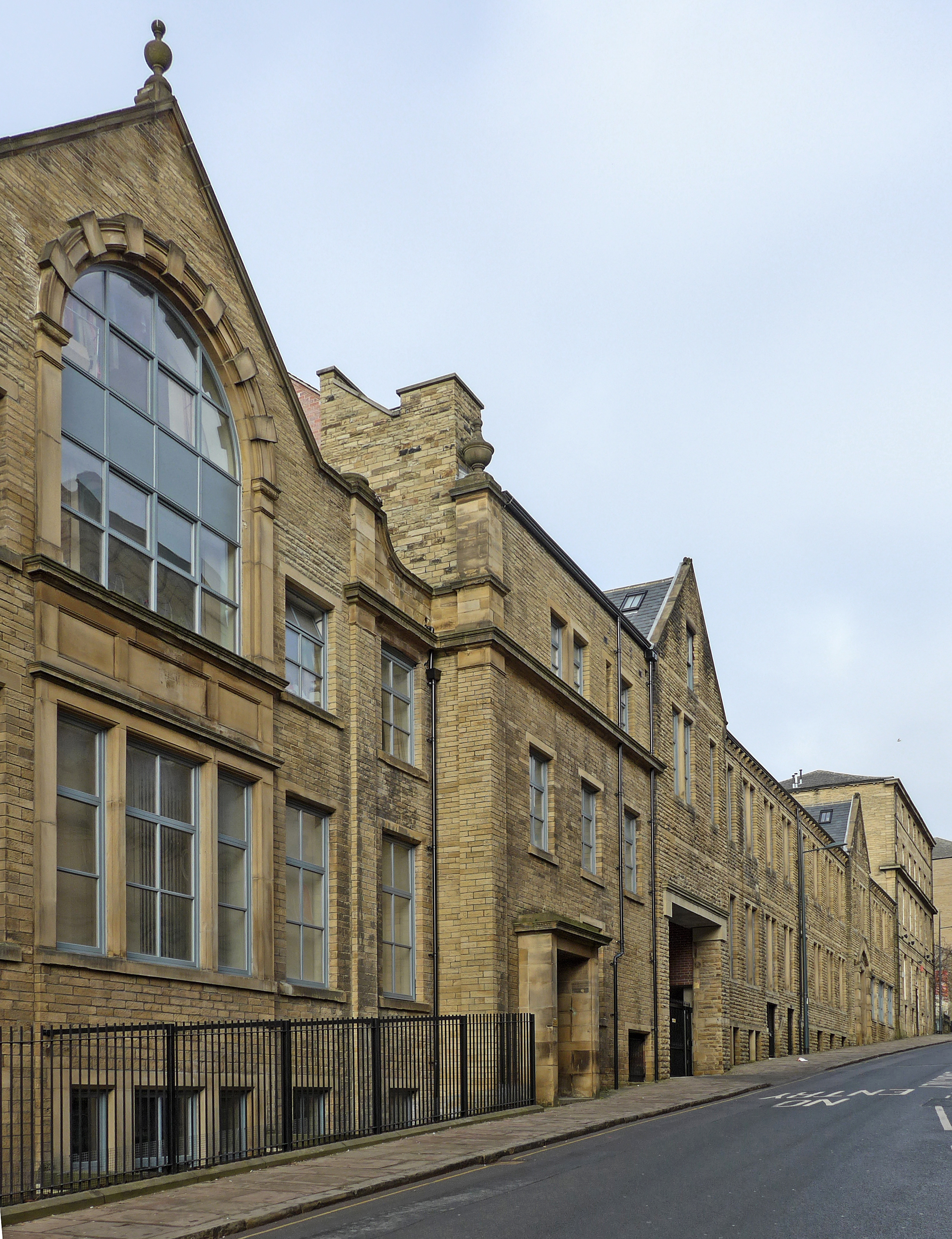
Bâtiments en Chapel Street, Little Germany

Little Germany est un quartier de la ville de Bradford en Angleterre, située à l’est du centre de la ville et caractérisée par l’immigration des commerçants de l’Europe centrale pendant le XIXe siècle, notamment par des juifs allemands. La plupart des bâtiments est construit à l'usage des entreprises textiles. L'architecture est principalement néoclassique avec des influences italiennes, et beaucoup des bâtiments sont monuments classés. La rénovation et la conversion des bâtiments à de nouvelles fins sont en cours, tout en préservant l'architecture victorienne caractéristique.